# Panna heterolepis
Panna heterolepis es una especie de pez de la familia Sciaenidae en el orden de los Perciformes.

## Morfología
• Los machos pueden llegar alcanzar los 21,4 cm de longitud total.
- Número de  vértebras: 25.[1][2]

## Hábitat
Es un pez de clima tropical y bentopelágico.

## Distribución geográfica
Se encuentra en el Océano Índico: la India, Sri Lanka, Bangladés y Birmania.

## Observaciones
Es inofensivo para los humanos.